# What I've Been Looking For
Pistes de High School Musical
Get’cha Head in the Game Stick to the Status Quo
What I've Been Looking For (Ce que j'ai cherché en anglais) est une chanson issue du téléfilm High School Musical et publiée le 10 janvier 2006 aux États-Unis, en même temps que la bande originale du film, et le 7 juin 2007 en France. La chanson est interprétée en premier lieu par Sharpay Evans et son frère Ryan, puis par Troy Bolton et Gabriella Montez.

## Place dans le téléfilm
Dans le téléfilm High School Musical, cette chanson est celle que doivent chanter les candidats pour participer à la comédie musicale du lycée Nuit étoilée et obtenir les rôles principaux d'Arnold et Minnie. La chanson, composée par Kelsi Neilsen, se veut très lente. Sharpay Evans et son frère Ryan font en revanche une reprise de la chanson très pop. Cela plait énormément au professeur Mme Darbus, qui décide de les prendre. Gabriella et Troy arrivent eux trop tard pour interpréter la chanson devant le professeur, mais la chantent tout de même, et cette fois telle que Kelsi l'avait imaginée. À la fin de la chanson, Mme Darbus intervient pour dire que Troy et Gabriella sont pris au deuxième tour, pour tenter d'obtenir les rôles principaux de la comédie musicale. En effet, Mme Darbus était restée cachée durant toute l'interpretation de Troy et Gabriella.